# Mosquée de Khotyn
La Mosquée de Khotyn  est un bâtiment religieux de la forteresse de Khotyn dans l'oblast de Tchernivtsi.
Elle a été construite entre 1713 et 1806 dans l'enceinte de la forteresse, il n'en reste actuellement que quelques traces.

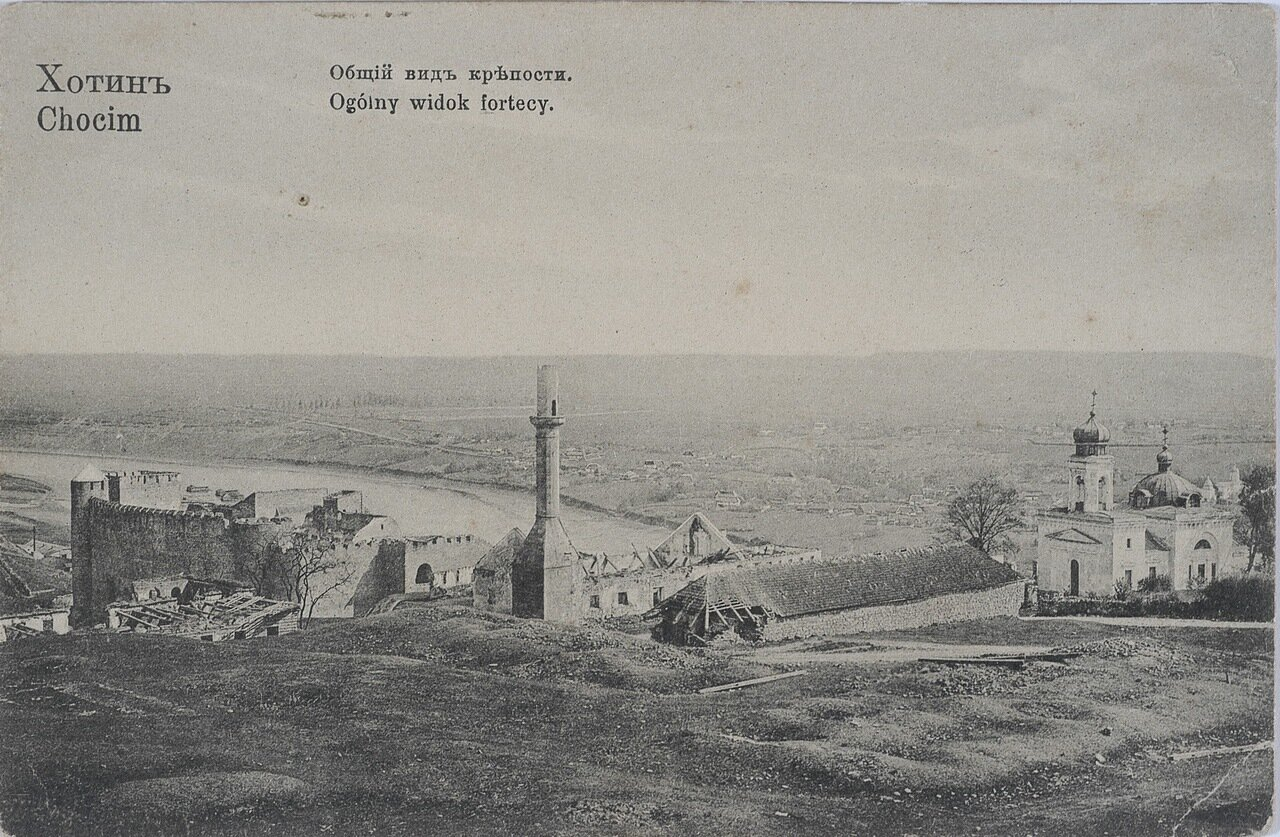
Au premier plan, la forteresse au second plan.
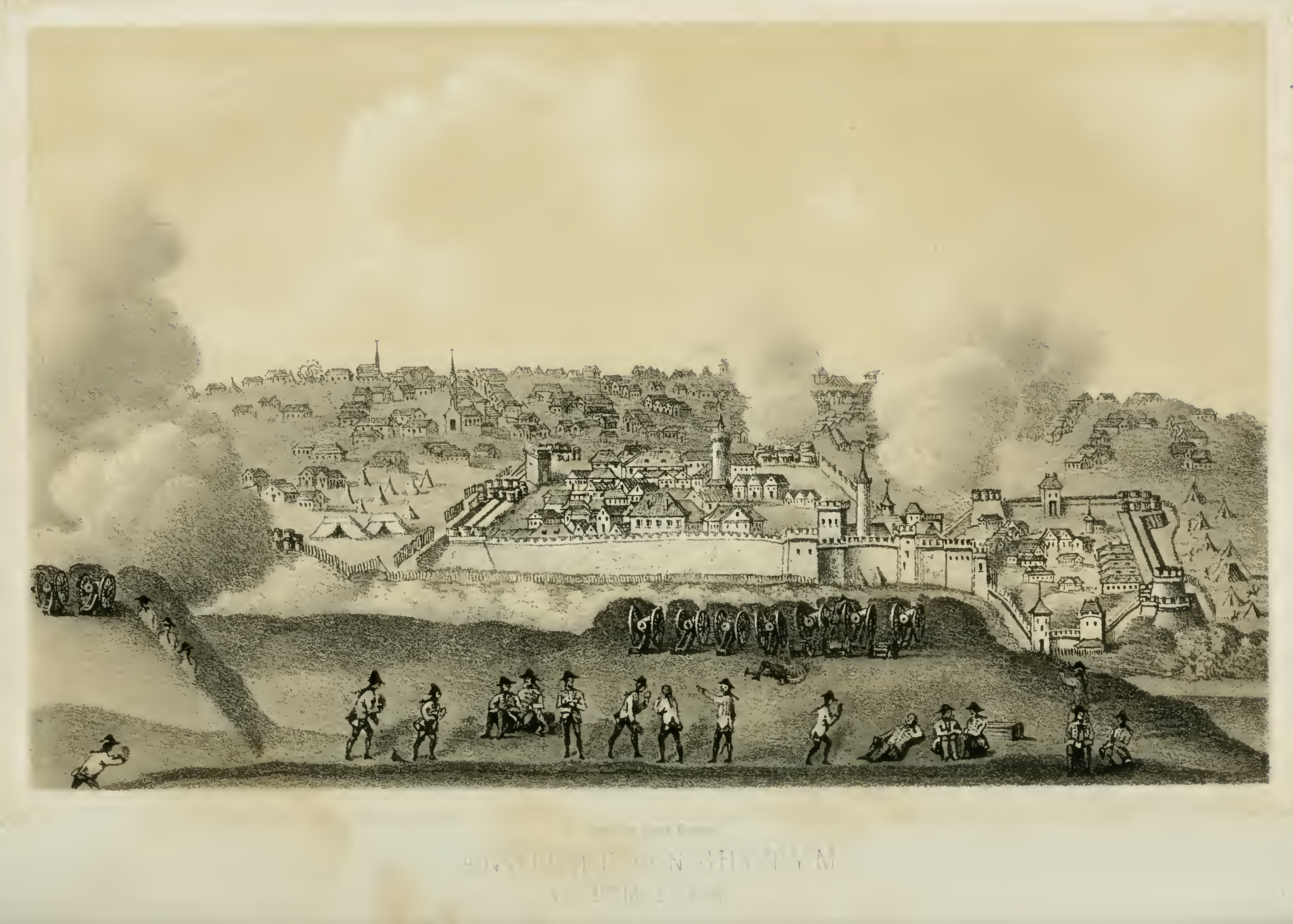
Le minaret visible en 1788.